# Metropolitan Borough of Solihull
Metropolitan Borough of Solihull – dystrykt metropolitalny w hrabstwie ceremonialnym West Midlands w Anglii.

## Miasta
- Solihull

## Inne miejscowości
Balsall Common, Barston, Bentley Heath, Berkswell, Bickenhill, Catherine-de-Barnes, Cheswick Green, Dickens Heath, Dorridge, Earlswood, Fordbridge, Hampton in Arden, Hockley Heath, Kingshurst, Knowle, Lyndon, Marston Green, Meriden, Smith’s Wood, Temple Balsall, Tidbury Green.